# Veronika Holletz
Veronika Holletz (Berlín, Alemania, 25 de junio de 1945) es una nadadora retirada especializada en pruebas de estilo espalda. Fue medalla de bronce en 100 metros espalda durante el Campeonato Europeo de Natación de 1962.

## Palmarés internacional
| Campeonato Europeo de Natación | Campeonato Europeo de Natación | Campeonato Europeo de Natación | Campeonato Europeo de Natación |
| Año                            | Lugar                          | Medalla                        | Prueba                         |
| ------------------------------ | ------------------------------ | ------------------------------ | ------------------------------ |
| 1962                           | Leipzig ( Alemania)            | Medalla de bronce              | 100 m espalda                  |